# Mesa de tratamiento
La mesa de tratamiento en radioterapia es el soporte donde se acuesta al paciente para la irradiación.
A la mesa de tratamiento se le ha prestado poca importancia por no afectar en su diseño a las características de los haces de radiación, pero en la precisión del tratamiento es fundamental, pues una mesa inadecuada en cuanto a tamaño, posición o composición, no permite cumplir los objetivos de la planificación de un tratamiento de radioterapia, repercutiendo en la seguridad del paciente.

## Componentes de la mesa de tratamiento
1. Columna o pedestal: Está suspendida sobre una mesa giratoria en 360 grados, que es solidaria al suelo de la sala de tratamiento o búnker donde se ubica el acelerador lineal. Permite los movimientos de elevación y descenso en el eje vertical, mediante un mecanismo tipo fuelle.
2. Tablero de la mesa (couch): Es la parte situada encima del pedestal de la mesa sobre la que se acuesta el paciente. Tiene las siguientes características:
  - Plano, para facilitar el deslizamiento del paciente o de los dispositivos de inmovilización en la colocación o posicionamiento del paciente.
  - Estrecho, para evitar el choque del cabezal del acelerador (gantry) cuando gire alrededor de la mesa.
  - Rígido, para evitar su deformación por el peso del paciente.[2]
  - Radiotransparente, construidos con materiales de baja densidad como la fibra de carbono que producen escasa atenuación de los haces de fotones y es resistente. A pesar de su baja densidad siempre producen atenuación de la radiación que debe ser medida y tenida en cuenta a la hora de la planificación de un tratamiento de radioterapia para evitar infradosificación.[3]
  - Indexado: Posee unas escotaduras uniformemente distribuidas en sus bordes para la indexación de los dispositivos de inmovilización del paciente.
  - Idéntico a los tableros de procesamiento de imágenes de la simulación del TAC de planificación de radioterapia, PET-TAC o incluso RMN, para crear un sistema de coordenadas común y  aumentar la precisión en la posición del paciente durante el tratamiento

## Movimientos de la mesa de tratamiento
La mesa de tratamiento y el tablero de la mesa tienen los diferentes desplazamientos en los ejes ortogonales y angulares o de rotación en el espacio. Con estos desplazamientos de la mesa se coloca el punto anatómico del isocentro de la planificación del tratamiento en la misma posición del isocentro del acelerador. El isocentro es el punto donde convergen todos los haces de radiación dirigidos a un volumen de tratamiento y que suele situarse en el centro de ese volumen. El diseño isocéntrico de los tratamientos permite una mayor reproductibilidad de las fracciones de radioterapia, así como una mayor dosis al volumen tumoral y menor dosis en los tejidos sanos. Los equipos isocéntricos facilitan la radioterapia porque una vez posicionado el paciente en la mesa, ya no es necesario volver a entrar al búnker para localizar e irradiar cada uno de los campos de tratamiento.
Los movimientos de la mesa de tratamiento son:
- Traslación lateral: Es el desplazamiento del tablero de la mesa en el eje x,  en el plano transversal o derecha-izquierda del paciente.
- Traslación longitudinal: Es el desplazamiento del tablero de la mesa sobre unos raíles en el eje y, en el plano axial, eje craneocaudal del paciente o cabeza-pies.
- Traslación vertical: Es el desplazamiento de ascenso y descenso del pedestal o base de la mesa en el eje z vertical, en el plano sagital, eje dorsoventral o anteroposterior del paciente. El eje z vertical al altura de mesa no coincide con el eje vertical anatómico porque el paciente está acostado sobre el tablero y no de pie.
- Rotación de la base de la mesa (couch rotation): Es el giro de la mesa de tratamiento perpendicular al eje z vertical o anteroposterior,  sobre la base rotatoria del suelo del bunker.
- Rotación del tablero de la mesa (stretch rotation).
- Movimientos de mesas 6D: Existen mesas que disponen de los otros movimientos angulares del tablero a lo largo de los ejes lateral, longitudinal y vertical. Las mesas que tienen estos movimientos se llaman mesas 6D (DOF, Six degrees of freedom), que permiten posicionar al paciente con 6 grados de corrección de libertad desde fuera de la sala de tratamiento.  Están disponibles en sistemas robóticos de posicionamiento, diseñados para integrarse en sistemas IGRT de aceleradores lineales comercializados a partir de 2010 y preparados para administrar tratamientos de radioterapia estereotáctica con precisión.[5] Las rotaciones 6D se denominan:[6]
  - Rotación de guiño en el eje z vertical (jaw rotation)
  - Rotación de balanceo en el eje y longitudinal (roll rotation)
  - Rotación de cabeceo en el eje x transversal (pitch rotation).

Todos los desplazamientos de la mesa y del tablero tienen indicadores digitales dentro y fuera de la sala de tratamiento. La precisión de estos indicadores es de 1 mm para los desplazamientos longitudinales, transversales y verticales y de 0,1º para los movimientos angulares.